# オカ川

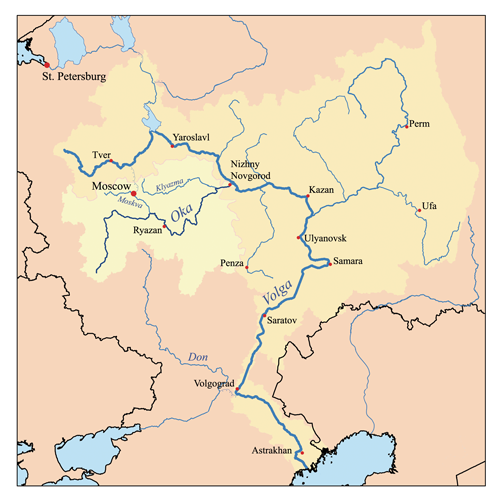
オカ川流域

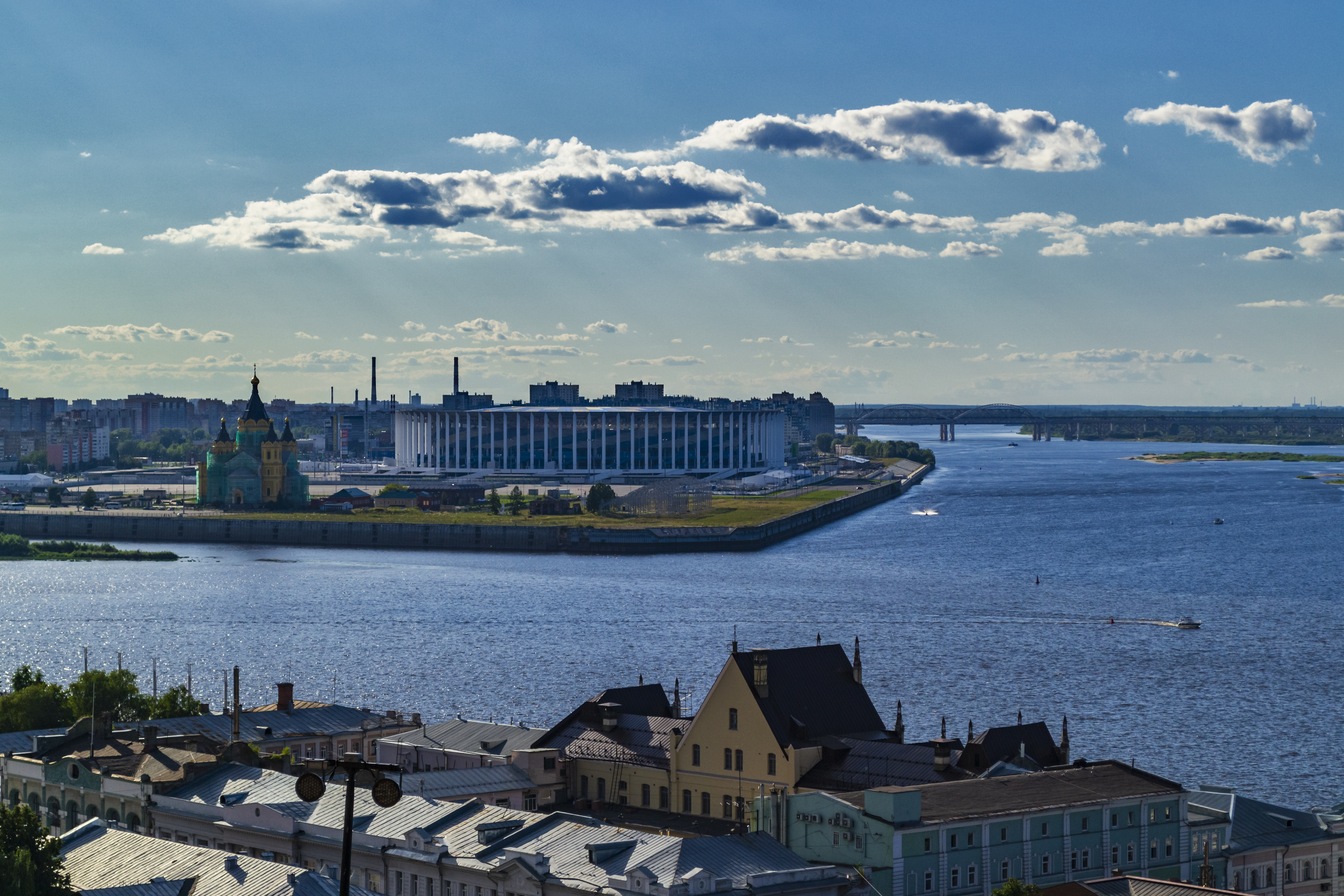
ニジニ・ノヴゴロドのヴォルガ川合流点

オカ川（オカがわ、ロシア語: Ока́アカー）は、ロシア西部を流れる河川で、ヴォルガ川最大の支流である。ロシア連邦のオリョール州、トゥーラ州、カルーガ州、モスクワ州、リャザン州、ヴラジーミル州、ニジニ・ノヴゴロド州を流れ、ニジニ・ノヴゴロドでヴォルガ川に合流する。長さは1,500km余り。

## 河川名
川の名は、スラヴ人が東方へ勢力を拡大する以前の11世紀頃までオカ川流域に住んでいたフィン・ウゴル語派の民族、メシュチョラ人（Meshchera）がつけた名に由来する。オカとは彼らの言葉で「川」を意味した。（同じくフィン・ウゴル語派のフィンランド語では、川は「joki」という。）

## 流域
かつて、オカ川のタルーサより上流には上オカ公国群（ベリョーフ、ノヴォシーリ及びオドーエフ、ヴォロティンスク、マサルスク、ズヴェニゴロド、カラチェフ、コゼルスク、ペレムィシリ、タルーサ及びメシチョフスク、ボリャチノ、オボレンスク）が乱立しリトアニア大公国の支配下にあった。ロシア有数の街、ニジニ・ノヴゴロドはオカ川とヴォルガ川の合流点を守る為に建設された。またロシアの首都モスクワは、オカ川の支流、モスクワ川に面している。
オカ川の中流部のメショーラ低地にはユネスコの生物圏保護区「オカ生物圏保護区」がある。一帯は3つの生物地理学的地域の境界線にあり、大部分は広葉樹林だが、南方タイガと森林ステップ地域もある。ラムサール条約登録地でもあるオカ川と支流のプラ川の氾濫原には河川、三日月湖、フェンや森林に覆われた泥炭地があり、マガンが生息しているほか、ヨーロッパバイソンとソデグロヅルの繁殖センターも設けられている。

## 支流
- ウグラ川
- ジズドラ川
- ウパ川
- プロトヴァー川
- ナーラ川
- モスクワ川
- プラ川
- オショートル川
- プロニャ川
- パラ川
- モクシャー川
- チョーシャ川
- クリャージマ川

## 流域の都市
- オリョール
- ベリョーフ
- チェカリン
- カルーガ
- アレクシン
- タルーサ
- セルプホフ
- プーシチノ
- カシーラ
- コロムナ
- リャザン
- カシモフ
- ムーロム
- ジェルジンスク
- ニジニ・ノヴゴロド